# Otto Koivula
Otto Koivula (né le 1er septembre 1998 à Nokia en Finlande) est un joueur professionnel finlandais de hockey sur glace. Il évolue au poste d'attaquant.

## Biographie
Il commence sa carrière junior avec l'équipe U20 du Ilves de Tampere. Après 2 saisons dans la Liiga Jr. A, il obtient un contrat de 2 ans avec la formation senior du Ilves, le 30 mars 2016. 
Il est repêché en 4e ronde, 120e au total, par les Islanders de New York au repêchage d'entrée dans la LNH 2016. 
À la fin de sa 2e saison complète en Liiga en 2017-2018, il signe son contrat d'entrée de 3 ans avec les Islanders, le 21 mars 2018.   
À sa première saison en Amérique du Nord avec les Sound Tigers de Bridgeport, il est utilisé pour la première fois comme joueur de centre et récolte 46 points en 69 matchs à sa nouvelle position. Le 30 octobre 2019, il est rappelé pour la première fois de sa carrière par les Islanders. Il dispute son premier match dans la LNH, le 16 novembre, face aux Flyers à Philadelphie.
Le 9 octobre 2020, il est prêté à la formation de HIFK alors que le début de saison est retardé en Amérique du Nord en raison de la pandémie de COVID-19. Le 20 septembre 2021, il paraphe une entente de 1 an avec les Islanders.
À la fin de la saison 2021-2022, il s'entend sur les modalités d'un contrat de 2 ans avec New York, le 9 juillet 2022.

## Statistiques

### En club
| Saison     | Équipe                     | Ligue      |    | Saison régulière | Saison régulière | Saison régulière | Saison régulière | Saison régulière |   | Séries éliminatoires | Séries éliminatoires | Séries éliminatoires | Séries éliminatoires | Séries éliminatoires |
| Saison     | Équipe                     | Ligue      | PJ | B                | A                | Pts              | Pun              | PJ               | B | A                    | Pts                  | Pun                  |                      |                      |
| 2014-2015  | Ilves U20                  | Jr. A      | 22 | 4                | 6                | 10               | 12               | -                | - | -                    | -                    | -                    |                      |                      |
| 2015-2016  | Ilves U20                  | Jr. A      | 49 | 26               | 32               | 58               | 18               | 7                | 5 | 7                    | 12                   | 4                    |                      |                      |
| 2015-2016  | Ilves                      | Liiga      | 1  | 0                | 0                | 0                | 0                | -                | - | -                    | -                    | -                    |                      |                      |
| 2016-2017  | Ilves                      | Liiga      | 50 | 10               | 20               | 30               | 6                | 10               | 2 | 3                    | 5                    | 2                    |                      |                      |
| 2017-2018  | Ilves                      | Liiga      | 53 | 9                | 18               | 27               | 24               | -                | - | -                    | -                    | -                    |                      |                      |
| 2018-2019  | Sound Tigers de Bridgeport | LAH        | 69 | 21               | 25               | 46               | 28               | 5                | 0 | 2                    | 2                    | 0                    |                      |                      |
| 2019-2020  | Sound Tigers de Bridgeport | LAH        | 36 | 9                | 13               | 22               | 29               | -                | - | -                    | -                    | -                    |                      |                      |
| 2019-2020  | Islanders de New York      | LNH        | 12 | 0                | 0                | 0                | 2                | -                | - | -                    | -                    | -                    |                      |                      |
| 2020-2021  | HIFK                       | Liiga      | 14 | 3                | 8                | 11               | 10               | -                | - | -                    | -                    | -                    |                      |                      |
| 2020-2021  | Sound Tigers de Bridgeport | LAH        | 20 | 2                | 7                | 9                | 16               | -                | - | -                    | -                    | -                    |                      |                      |
| 2021-2022  | Islanders de Bridgeport    | LAH        | 56 | 12               | 35               | 47               | 32               | 3                | 0 | 1                    | 1                    | 6                    |                      |                      |
| 2021-2022  | Islanders de New York      | LNH        | 8  | 0                | 2                | 2                | 0                | -                | - | -                    | -                    | -                    |                      |                      |
| 2022-2023  | Islanders de Bridgeport    | LAH        | 46 | 12               | 13               | 25               | 37               | -                | - | -                    | -                    | -                    |                      |                      |
| 2022-2023  | Islanders de New York      | LNH        | 8  | 0                | 2                | 2                | 4                | -                | - | -                    | -                    | -                    |                      |                      |
| Totaux LNH | Totaux LNH                 | Totaux LNH | 28 | 0                | 4                | 4                | 6                | -                | - | -                    | -                    | -                    |                      |                      |

### En équipe nationale
| Année | Équipe       | Compétition                 |   | PJ | B | A | Pts | Pun      |  | Résultat |
| 2015  | Finlande U18 | Mémorial Ivan Hlinka        | 5 | 1  | 0 | 1 | 6   | 4e place |  |          |
| 2017  | Finlande U20 | Championnat du monde junior | 6 | 0  | 0 | 0 | 0   | 9e place |  |          |
| 2018  | Finlande U20 | Championnat du monde junior | 5 | 0  | 2 | 2 | 4   | 6e place |  |          |

## Trophées et honneurs personnels

### Liiga
- 2016-2017 : recrue de l'année.